# Stow (Ohio)
Stow ist eine City im Summit County in Ohio. Sie hatte 32.139 Einwohner bei der Volkszählung im Jahr 2000 und ist 2020 auf 34.483 Einwohner angewachsen. Die Stadt ist nach Joshua Stow (1762–1842) benannt.
Stow grenzt an mehrere andere städtische Gemeinden wie Tallmadge und Munroe Falls und die Gemeinde Silver Lake im Süden. Im Osten grenzt sie an die Stadt Kent und das Franklin Township, im Norden an die Stadt Hudson und im Westen an die Stadt Cuyahoga Falls.

## Geschichte
Im Vertrag von Greenville mussten am 3. August 1795 in Fort Greenville die amerikanischen Ureinwohner einen großen Teil ihres Landes in Ohio an die Vereinigten Staaten abtreten. Die Teilungsgrenze verlief von der Mündung des Cuyahoga Rivers in den Eriesee, entlang des Flusses nach Süden bis zur Portage im heutigen Portage County und dann weiter den Tuscarawas River hinab zum Fort Laurens nahe dem heutigen Bolivar.
Joshua Stow, der als Begleiter von Moses Cleaveland in den Jahren 1796 bis 1797 das Land um den Erie-See, die so genannte Connecticut Western Reserve, vermessen hatte, fand Gefallen an diesem Land am Grenzfluss Cuyahoga. Er kaufte hier fast einen Quadratkilometer Land und sandte einen Verwandten, William Wetmore, aus Connecticut in das Gebiet, um es zu entwickeln. 1804 kam Wetmore in der Gegend an. Auf Stows Land entstanden die Städte Stow und Cuyahoga Falls.
Im Jahre 1812 zogen sich die Indianer aus dem gesamten Gebiet des Cuyahoga River zurück, um sich mit den Briten zu verbünden. Nach der Niederlage der Briten im Britisch-Amerikanischen Krieg von 1812 kehrten sie jedoch nie mehr in diese Gegend zurück.

## Persönlichkeiten
- Haley Bennett (* 1988), Singer-Songwriterin und Schauspielerin besuchte hier die Highschool
- Richard Cooey (1967–2008), verurteilter und hingerichteter Mörder, besuchte hier die Highschool
- Larry Csonka (* 1946), früherer Spieler in der NFL, wurde hier geboren.
- Ed Donatell (* 1957), früherer Spieler in der NFL, ging hier zur Highschool.
- Jim Graner (1919–1956), Sportreporter und -kommentator, wuchs hier auf.
- Dave Jamerson (* 1967), früherer Spieler in der NBA, ging hier zur Highschool.
- Neel Kashkari (* 1973), Banker und Interim Assistant Secretary of the Treasury for Financial Stability, wuchs hier auf.
- John Magaro (* 1983), Schauspieler, ging hier zur Highschool.
- Treniere Moser (* 1981), Leichtathletin, wurde hier geboren.
- Shawn Porter (* 1987), Profi-Boxer, besuchte die Stow-Munroe Falls High School.
- Erick Purkhiser (1946–2009), Leadsänger der Punkband The Cramps, besuchte die Stow High School.
- Jennifer Rohn (* 1967), Virologin und Schriftstellerin, wurde in Stow geboren.
- David Walker (* 1993), Basketballspieler in der Liga ACB, wurde in Stow geboren.
- George Younce (1930–2005), Mitglied der Gospel Music Hall of Fame und Gründungsmitglied von The Cathedrals, lebte von 1964 bis zu seinem Tod in Stow.[3]